# Alfred Kubin
Alfred Leopold Isidor Kubin (Leitmeritz, 10 aprile 1877 – Zwickledt, 20 agosto 1959) è stato un illustratore, litografo, pittore e scrittore austriaco.
È considerato un importante rappresentante dell'espressionismo e del simbolismo. A differenza di molti espressionisti, non ritrasse quasi mai la guerra, ma preferì quasi sempre scene autobiografiche riguardanti esperienze della sua vita, esprimendo sentimenti e sensazioni attraverso metafore del mondo onirico. Gran parte della sua ispirazione era tratta infatti dai propri ricordi, sentimenti e sogni.

## Biografia

### Infanzia e adolescenza(1877-1897)
Alfred Kubin nacque in Boemia nella città di Leitmeritz, ai tempi appartenente all'Impero austro-ungarico, il 10 aprile del 1877. La madre, Johanna Kletzl, era una pianista e il padre, Friedrich Franz Kubin, era un geometra statale, che per tale motivo era spesso assente da casa e fu sempre molto severo nei confronti del figlio. 

Nei primi due anni di vita, Kubin si trasferì con la sua famiglia prima a Salisburgo e poi a Zell Am See, dove trascorse la maggior parte della sua infanzia e gioventù. Alfred ebbe sempre una sorta di rivalità e complesso di inferiorità nei confronti del padre, che lo picchiava e lo faceva spesso sentire un fallito, dichiarandolo un "buono a nulla" poiché incapace di farsi degli amici o di prendere buoni voti a scuola. Alfred infatti era molto diverso dalle sue disciplinate sorelle Maria (detta "Mizzi", nata nel 1881) e Friederike (detta "Fritzi", nata nel 1887): si cacciava infatti spesso nei guai a causa del suo temperamento discolo, preferiva disegnare e vagabondare in giro per i fienili e le stalle del suo paesino di montagna, o stendersi di fianco ai ruscelli e osservare l'acqua che scorreva. Odiava la scuola, gli insegnanti e qualsiasi tipo di costrizione, cosa che lo distinse come puro spirito libero per tutta la sua vita. 
L'evento che segnò per sempre la sua esistenza fu la morte di sua madre, che era sempre stata molto protettiva e dolce nei suoi confronti: la donna era ammalata di tubercolosi già da qualche tempo e morì l'8 maggio 1887. Kubin aveva appena dieci anni. La visione del padre che correva disperato per casa con il cadavere di sua madre tra le braccia lo traumatizzò per sempre. 

Con la morte della moglie, il padre di Kubin divenne molto più severo e crudele nei confronti del figlio, spesso prendendosela con lui e picchiandolo senza motivo. Fu particolarmente in questo periodo che Alfred si avvicinò al disegno, sfogando tutta la sua rabbia e le sue angosce, disegnando scene macabre e di distruzione, e sviluppando un sincero interesse per l'orrido, la violenza e il macabro. Questi elementi, che lo renderanno famoso, caratterizzarono in modo costante le sue opere nella sua futura carriera di artista. 

Il padre si sposò poi con la zia di Alfred, che però morì di parto appena un anno dopo dando alla luce la sorellastra di Alfred, Maria e Friederike; Rosalie (nata nel 1888). Nel periodo seguente il giovane Kubin venne escluso sempre di più dalla propria famiglia: suo padre era distrutto dal recente lutto ed escluse il figlio dalle proprie attenzioni, salvo per punirlo duramente per i più futili motivi. A peggiorare la situazione vi era il fatto che Rosalie aveva una tata davvero spregevole che si lamentava sempre di Alfred, si inventava malefatte per metterlo nei guai o ingigantiva quelle che effettivamente lui aveva compiuto, ottenendo come risultato che Alfred fosse severamente punito o picchiato dal padre, il quale era troppo sepolto nel proprio dolore per domandarsi se la tata stesse effettivamente dicendo la verità sul figlio oppure no.

Quando aveva quindici anni, suo padre si sposò per la terza volta, e Alfred, che era stato bocciato al liceo, fu mandato a Klagenfurt da Alois Beer, il fratello della moglie di suo padre, che faceva il fotografo, per fare l'apprendista. In questo periodo si interessò agli scritti di Schopenhauer, che influenzò la sua visione della vita assieme a Friedrich Nietzsche. Kubin fu infatti un grande appassionato di filosofia per tutta la vita. 

L'unico aspetto significativo del tempo che trascorse come apprendista fotografo, fu che si interessò particolarmente alle foto dei paesaggi che Beer portava indietro per far sviluppare dai suoi viaggi; per il resto Kubin si disinteressò sempre di più del proprio lavoro, poiché non imparò niente del mestiere da fotografo dato che gli unici compiti che gli venivano affidati erano di semplice pulizia e gestione del negozio. A causa di tale malcontento, di frequenti doposbronza di serate di baldoria nei bar e anche a causa dei suoi frequenti problemi di nervi fragili ereditati dalla madre (problemi di cui soffrì per tutta la vita), il giovane Kubin si ritrovò sempre più spesso ad avere scatti d'ira feroci (accompagnati a volte da convulsioni) e a litigare con i colleghi. Fu proprio al culmine di uno di questi litigi che a diciannove anni, durante il quarto anno del suo apprendistato, Kubin scappò dal negozio e prese il treno per andare da Klagenfurt a Zell Am See con un vecchio revolver, con l'intenzione di suicidarsi sulla tomba della madre. Quando arrivò il momento di compiere tale atto, però, qualcosa nel meccanismo della pistola si inceppò e il proiettile non partì. Kubin non trovò mai più la forza morale di compiere un atto del genere. 
Saputo dell'ennesimo litigio al negozio, Beer lo licenziò in tronco. Avendo così fallito in ogni tentativo di ricevere un'educazione sia scolastica che lavorativa, Kubin si arruolò volontario nell'esercito nel 1897, ma lo accettarono con esitazione per via della sua costituzione fragile. Servì a Lubiana per diciotto giorni esatti e concluse la sua brevissima carriera militare con un gravissimo crollo nervoso al funerale di un comandante di divisione, cosa che lo costrinse a letto in ospedale per quattro mesi, anche se gli ci volle un anno intero per riprendersi del tutto. 

Al termine della sua convalescenza, suo padre venne a prenderlo, dimostrandosi sinceramente felice di vederlo, e lo riportò alla casa di Zell Am See, dove tutti finalmente iniziarono a trattarlo bene, padre compreso, e Alfred cominciò a sentirsi amato per la prima volta, cominciando finalmente a legare col genitore.

### Istruzione artistica e i primi anni della carriera da artista(1898-1907)
Sotto suggerimento di un amico, il padre di Kubin accettò di mandare il figlio a studiare arte a Monaco di Baviera. Qui, il ragazzo frequentò per due anni (1898-1900) la scuola privata Schmitt-Reutte e la classe di disegno del professor Gysis, a cui però partecipò molto di meno rispetto alla prima. 
 
Il secondo giorno della sua permanenza a Monaco visitò per la prima volta una galleria d'arte, la Vecchia Pinacoteca. L'esperienza fu sia di grande stupore e ispirazione sia portatrice di profondo sconforto: a seguito di tale visita Kubin cadde in un episodio depressivo poiché cominciò a ritenere la propria arte insignificante in confronto a quella dei grandi artisti che stavano esposti alla pinacoteca. Produsse un paio di dipinti spettrali che ricordarono a un suo amico le litografie di Max Klinger. Fu così che Kubin conobbe e studiò l'arte di Klinger, seguita poi dallo studio delle opere degli artisti che influenzarono la sua arte, ovvero Goya, de Groux, Rops, Munch, Ensor e Redon. 
 
Furono anni felici: Alfred era finalmente senza costrizioni, libero di essere se stesso e di seguire la propria vita e le proprie inclinazioni. Monaco per lui fu il simbolo della propria crescita e liberazione.
Nell'inverno del 1901 il giovane Kubin fu introdotto per la prima volta ad alcuni circoli artistici e letterari dal poeta Max Dauthendey, anche se il primo vero e proprio assaggio di fama gli fu portato dal mecenate tedesco e collezionista d'arte Hans von Weber. Mentre quasi tutti gli altri critici dell'epoca inorridivano davanti ai quadri di Kubin e li disprezzavano, Von Weber fu l'unica persona a vederci qualcosa di speciale e a decidere di investirci sopra. Il mecenate fece infatti pubblicare nel 1903 un portfolio di quindici riproduzioni dei migliori disegni di Kubin. 

Nello stesso anno incontrò Emmy Bayer, con cui intraprese un relazione e di cui si innamorò follemente. Kubin arrivò persino a chiederle la mano, ma la ragazza morì esattamente dieci giorni dopo il fidanzamento a causa della febbre tifoide. Era il 1º dicembre del 1903. 

Ne seguì un periodo di totale costernazione e isolamento che culminò in un tentativo disperato di Alfred di salvarsi da quel dolore. Andò così a trovare un suo amico, lo scrittore Oscar A. H. Schmitz a Francoforte. Fu in quell'occasione che conobbe la sua futura moglie, Hedwig, sorella di Oscar, la quale sposò nel marzo del 1904. I due vissero insieme a Monaco per due anni prima di acquistare un piccolo castello di campagna nella isolata Zwickledt, nell'alta Austria. Qui, vi abitarono per tutto il resto delle loro vite. 

Il matrimonio, sebbene non produsse figli (Hedwig aveva già un figlio nato dal suo precedente matrimonio, Otto) non fu senza problemi. Nonostante Hedwig fosse una donna piuttosto forte caratterialmente - poiché riuscì più e più volte a confortare Alfred durante le sue crisi -, soffriva di frequenti problemi di salute, mal di testa in particolare, come raccontato nello stesso autore nel suo romanzo "L'altra parte" (1908). A causa di tali problemi, Hedwig si assentava spesso da casa per essere ricoverata in ospedale, lasciando Kubin da solo nella desolata Zwickledt. Pare anche che per diversi anni la signora Kubin fu dipendente dalla morfina. 

Poco dopo essersi trasferito nella casa di Zwickledt, Kubin cambiò il soggetto dei suoi disegni. Se prima si cimentava in disegni in bianco e nero, sfumati e colorati con acquerelli, di mostri e creature inquietanti, ora preferiva ritrarre paesaggi e soggetti sempre bizzarri, ma perlopiù del mondo marino, prediligendo la pittura.

### Il punto di svolta: "Die andere Seite"(1907-1909)
Con il successo, Alfred era finalmente riuscito a rendere fiero suo padre e ad avvicinarsi a lui. I due vissero diversi anni volendosi finalmente bene e andando d'accordo come fanno padre e figlio. Successe però che il 2 novembre 1907, Friedrich Franz Kubin, già malato da qualche tempo, morì. 

Alfred rimase traumatizzato da questo evento. Non tanto per la morte di suo padre in sé, ma per la consapevolezza che qualsiasi cosa della vita, non importa quanto grande, piccola, significante o insignificante, poteva diventare nulla nell'arco di un secondo. La situazione fu peggiorata dal fatto che Hedwig dovette nuovamente essere ricoverata all'ospedale per i suoi problemi di salute, lasciando Alfred solo con il suo nuovo episodio depressivo nella loro casa di Zwickledt. 

In questo periodo Kubin provò a disegnare ma soffriva come di un blocco: sentiva un grande impeto creativo dentro di sé, ma non riusciva a metterlo su carta. Per ovviare a questo problema in un qualche modo, si cimentò nella scrittura del suo romanzo Die andere Seite (L'altra parte), romanzo fantastico di circa 300 pagine a cui aggiunse 52 illustrazioni realizzate da lui stesso. Alcune illustrazioni furono prese da commissioni di lavori precedenti che infine non aveva mai usato. 
Il libro fu pubblicato dall'editore Georg Müller nel maggio del 1909 e rappresentò l'evoluzione e il cambiamento radicale dell'arte e della persona di Kubin. Dopo Die andere Seite, infatti, Alfred non sentì mai più quell'impellente bisogno che aveva sempre avuto di "buttare fuori" le sue emozioni. Al contrario, adesso si accontentava di rappresentare scene di vita quotidiana usando come strumento prediletto l'inchiostro di china e il pennino. 

Questo marcò l'inizio della sua carriera da illustratore. Cominciò illustrando ad esempio lavori di Edgar Allan Poe; Haschisch di suo cognato Oscar A. Schmitz e Lesabendio di Paul Scheerbart. 

### I primi anni della carriera da illustratore, Il Cavaliere Azzurro e la "Crisi buddista"(1909-1916)
Nel dicembre del 1911, Gabriele Münter invitò Kubin a far parte del nuovo gruppo artistico di cui facevano parte lei, Wassily Kandinsky (con cui Kubin divenne grande amico) e Franz Marc: Der Blaue Reiter (Il cavaliere azzurro). Kubin esibì i suoi lavori con il gruppo fino al 1914, quando questo si sciolse a causa dello scoppio della prima guerra mondiale. Nel 1916 Kubin pubblicò Die Totentanz ("La danza della morte"), una serie di ventiquattro disegni che testimonia l'orrore della guerra. 

Nel marzo dello stesso anno, a Kubin giunsero due terribili notizie: il suo amico Franz Marc era morto in battaglia e la moglie di un suo conoscente artista si era suicidata. Kubin stava leggendo un libro sul buddismo nella sua biblioteca a Zwickledt quando gli pervennero queste due notizie. Cercò rifugio negli insegnamenti del buddismo e cadde in uno stato delusionale in cui credeva che tutto attorno a lui fosse un'illusione e si ritrasse da tutte le sue conoscenze e amicizie, pure da sua moglie Hedwig. Scrisse un testamento e diventò totalmente indifferente all'arte, si creò in casa una piccola cella in cui dormiva per terra su un cumulo di paglia. 

La crisi, chiamata la "Crisi buddista", fu l'ultima e la più violenta crisi che Kubin ebbe. Durò esattamente dieci giorni e giunse al termine il 12 marzo 1916, dopo che l'artista aveva cominciato a soffrire di allucinazioni che lo spaventarono molto e lo fecero riscuotere dal suo stato delirante. 

Durante gli anni successivi, Kubin imparò a controllare e a gestire meglio le sue emozioni e crisi, fino al punto in cui riuscì a vivere una vita decente. L'artista, in uno dei suoi scritti, confessò però che in seguito a questo episodio, soffrì per molti anni di una forma di "rassegnazione" o apatia.

### Gli anni di carriera e il resto della vita(1916-1957)
Cinquant'anni di vita e di successi di una persona richiederebbero troppe pagine per essere elencati tutti. Seguono delle breve menzioni di alcuni degli avvenimenti della vita e della carriera di Alfred Kubin. 
1921: La Galerie Goltz, a Monaco, organizza una retrospettiva su Kubin. Include più di un centinaio di opere dei precedenti vent'anni della carriera dell'artista. Durante la sua permanenza a Monaco, Kubin incontra il farmacista Kurt Otte, il quale fonda in seguito il Kubin Archiv, che si trova nella Städtische Galerie im Lenbachhaus, a Monaco. 

1922: Pubblicazione dei portfolio Strindberg, nach Damaskus ("Strindberg, verso Damasco") e Traumland I e II ("Terra dei sogni I e II"), primo tentativo di Kubin di dare forma al mondo dei sogni. Il portfolio fu dedicato al medico Dr. Laudenheimer, che aveva curato Hedwig dalla sua dipendenza da morfina nel 1919. 

Nello stesso anno Kubin partecipa all'Internationale Schwarz-Weiss-Ausstellung ("Mostra internazionale in bianco e nero") organizzata dall'associazione Wassermann degli artisti, a Salisburgo. L'associazione gli conferisce, come premio per la sua partecipazione, la Gran Medaglia d'Oro dello Stato. 

Kubin visita la Collezione Prinzhorn dell'Arte dei Pazienti Psichiatrici nel 1922 e stende in seguito il saggio Die Kunst der irren ("L'arte dei matti"), comparso sul quinto numero della rivista Das Kunstblatt. In questo saggio, Kubin descrisse la sua visita alla clinica psichiatrica di Heidelberg. Con un amico, aveva deciso di visitare la clinica per vedere la sua collezione di arte prodotta dai malati di mente – persone che soffrivano tutte di schizofrenia e che erano artisti autodidatti. Kubin restò senza parole davanti a quella pura rappresentazione di ciò che lo spirito umano poteva produrre quando la ragione lasciava che la follia e gli istinti prendessero il sopravvento. 

1926: Pubblicazione del portfolio Dämonen e Nachtgesichte (Pubblicato in Italia col nome di "Demoni e visioni notturne"). Contiene 130 riproduzioni delle opere di Kubin e un'autobiografia aggiornata. 

1931: Un'edizione speciale di Das Kunstblatt su Kubin pubblica il saggio di Kubin Fragment eines Weltbildes ("Frammenti di una concezione del mondo"), cioè un saggio sulla filosofia e visione del mondo dell'artista.
Nello stesso anno muore Oscar A. H. Schmitz, fratello di Hedwig e cognato di Alfred. 

1932: Pubblicazione del portfolio Ali, der Schimmelhengst - Schicksal eines Tartarespferdes ("Ali lo stallone bianco - Destino di un cavallo tartaro"). La serie ha un carattere quasi autobiografico: il nome scelto da Kubin per Ali è stato tratto dalle iniziali dei suoi nomi cristiani: A(lfred) L(eopold) I(Sidor). 

1933: I nazisti salgono al potere in Germania. Kubin viene bollato come "artista degenerato", ma riesce ancora a lavorare e partecipare a mostre, anche se meno di frequente. 

1938: Pubblicazione di Vom Schreibtisch eines Zeichners (Pubblicato in Italia con il nome di "Disegnatore di sogni"), che è una raccolta di diversi scritti e saggi di Kubin. 

1940: Kubin partecipa alla mostra organizzata dal Ministero della Propaganda del Reich in collaborazione con la Nationalgalerie di Berlino, con il titolo Deutsche Zeichenkunst des 19. und 20. Jahrhunderts ("Arte tedesca del 19 º e 20 º secolo"), tenuto nella città occupata di Bruxelles. 

1945: Il Dr. Kurt Otte riesce a salvare la collezione Kubin (e molte altre opere di altri artisti) dai danni della guerra, nascondendola in rifugi antiaerei. 

1947: Pubblicazione del nuovo ciclo di Totentanz ("Danza della morte"). Si tratta di nuova versione della Totentanz del 1914, creata per, secondo lo stesso Kubin, "togliere il terrore della morte attraverso la bellezza della creazione". Viene pubblicata a Vienna con il nome di Ein Neuer Totentanz ("Una nuova danza della morte"). 

Inoltre, la Neue Galerie der Stadt Linz apre la Kubin Kabinett, una sezione speciale della galleria dedicata esclusivamente a Kubin e alla sua arte. 

1948: Il 15 agosto, Hedwig muore in ospedale dopo una lunga malattia. Viene sepolta nel cimitero di Wernstein am Inn. 

1949: Kubin diviene membro della Bayerische Akademie der schönen Künste (Accademia bavarese delle Belle Arti). 

1951: Kubin espone al Padiglione austriaco alla Biennale di Venezia, ma non ottiene molto seguito dal pubblico italiano. 

1957: Il 10 aprile, giorno del suo ottantesimo compleanno, Alfred riceve l'Ordine al Merito per le scienze e per le arti della Prima Classe da Heinrich Drimmel, il ministro dell'istruzione austriaco. In questa occasione, la Secessione di Vienna assegna la targa Gustav Klimt all'artista. 

### La morte
Dopo aver sofferto per otto mesi di una grave infezione alla vescica, Alfred Leopold Isidor Kubin morì il 20 agosto 1959 nella sua casa di Zwickledt. Fu sepolto nel cimitero di Wernstein am Inn, condividendo la tomba con la moglie Hedwig. 

La governante Cilli Lindinger ereditò la casa e continuò a viverci per diversi anni come custode, poi si trasferì, lasciando la casa al Landesmuseum, che nel 1962 la trasformò in un museo e memoriale dedicato all'artista. La casa è visitabile al pubblico e a volte vengono pure tenute delle mostre nella soffitta dell'edificio.

Seguendo il testamento scritto nel 1955 dall'artista, l'eredità artistica di Alfred Kubin fu divisa tra la Grapische Sammlung Albertina di Vienna e l'Oberösterreichisches Landesmuseum di Linz. Inoltre, altre opere di Kubin furono acquistate da collezionisti privati provenienti da varie parti della Germania (l'Archivio Kubin del Lenbachhaus a Monaco, per esempio) e l'Austria, come la collezione privata del Sig. Rudolf Leopold, a Vienna, che consiste di circa 300 opere dell'artista. È la terza collezione più grande di Kubin in Austria.

## Opere letterarie
- L'altra parte (1909) (romanzo)
- The Looking Box (1925)
- Of the Desk of a Draughtsman (1939)
- Adventure of an Indication Feather/Spring (1941)
- Sober Balladen (1949)
- Evening-red (1950)
- Fantasies in the Boehmerwald (1951)
- Demoni e Visioni Notturne (1959) (autobiografia)

## Gallery

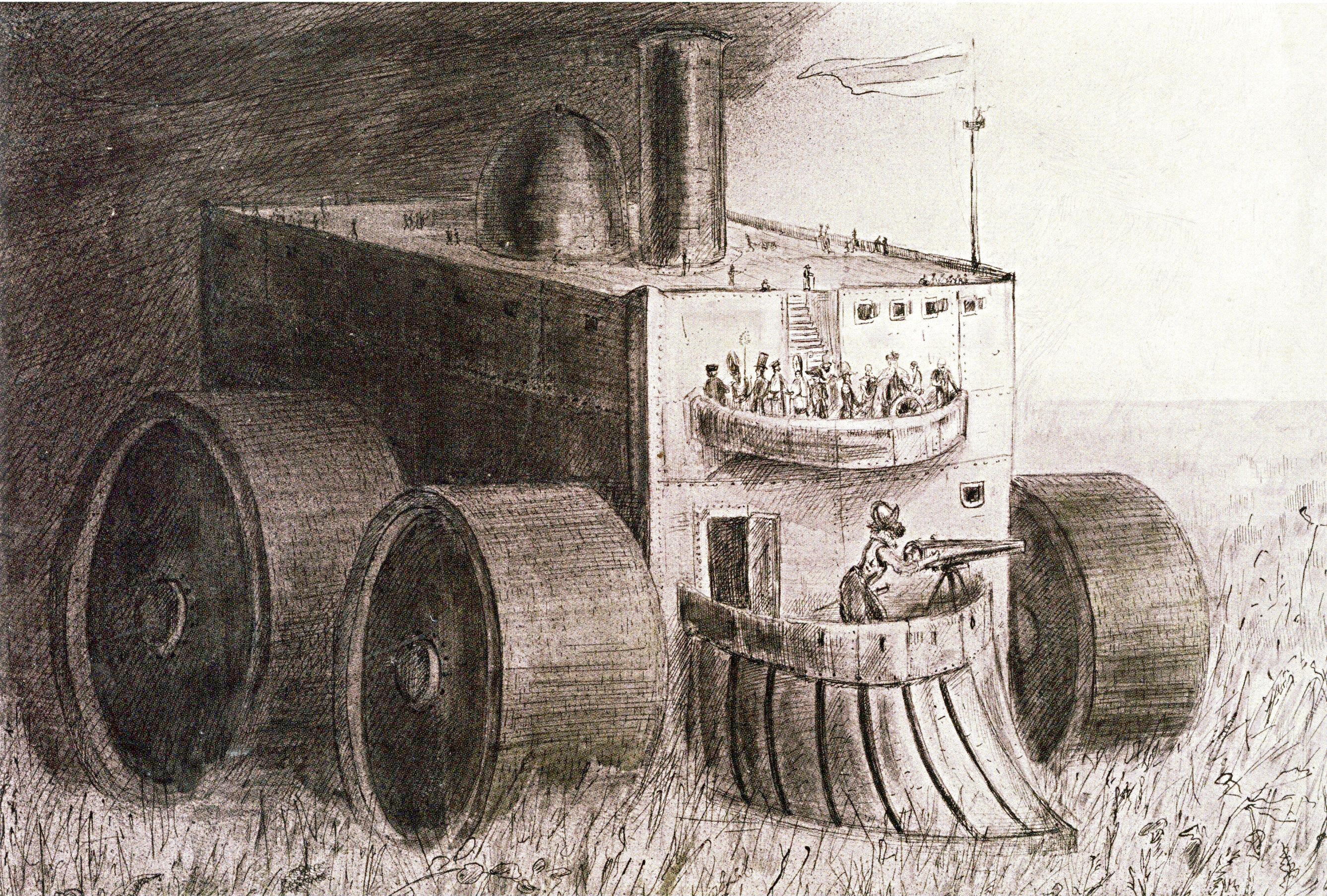
Der Staat (1899-1900)
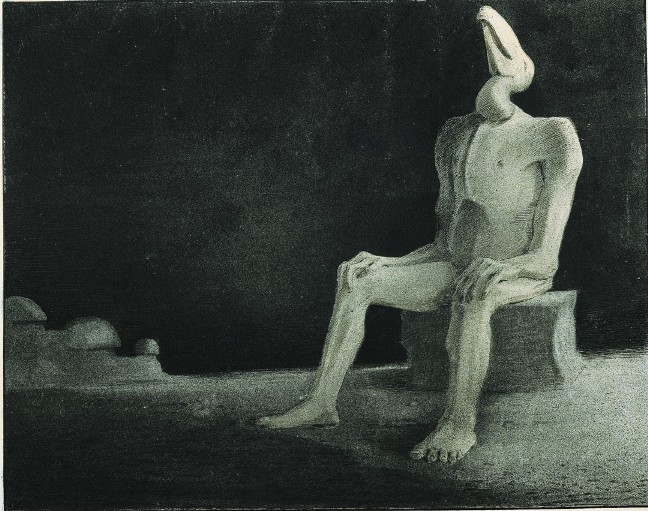
The past forgotten swallowed (1901)
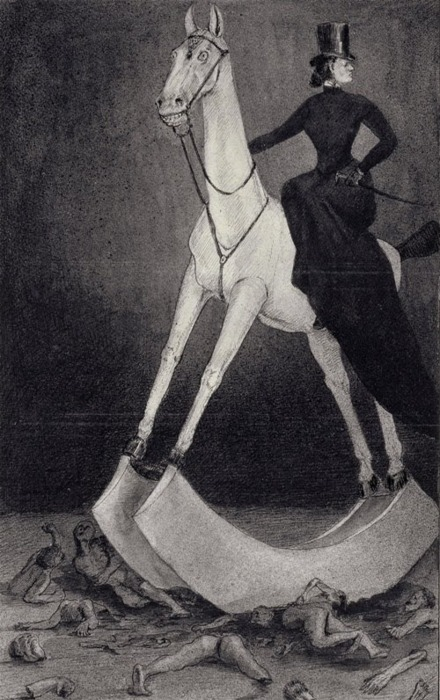
The lady on the horse (1901)
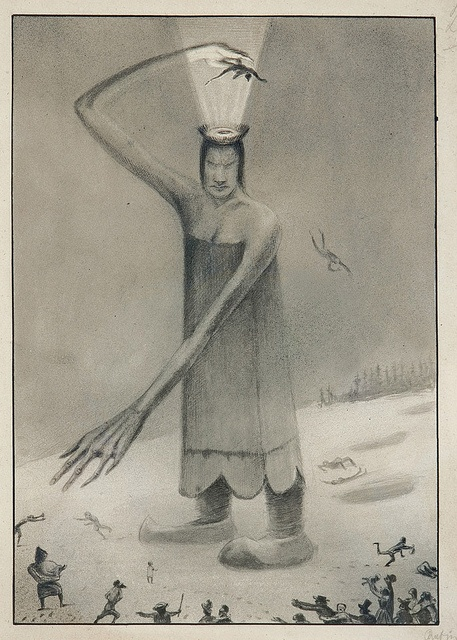
Siberian fairy tale (1902)
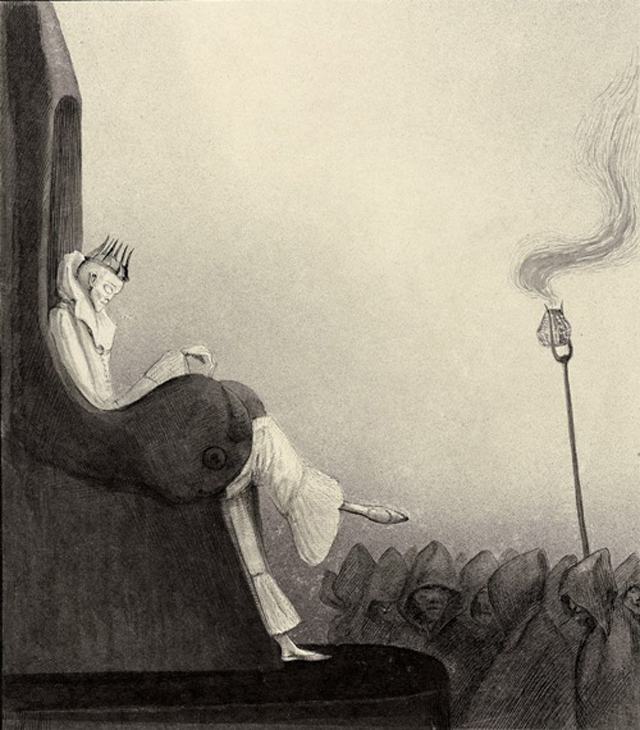
The last king (1902)
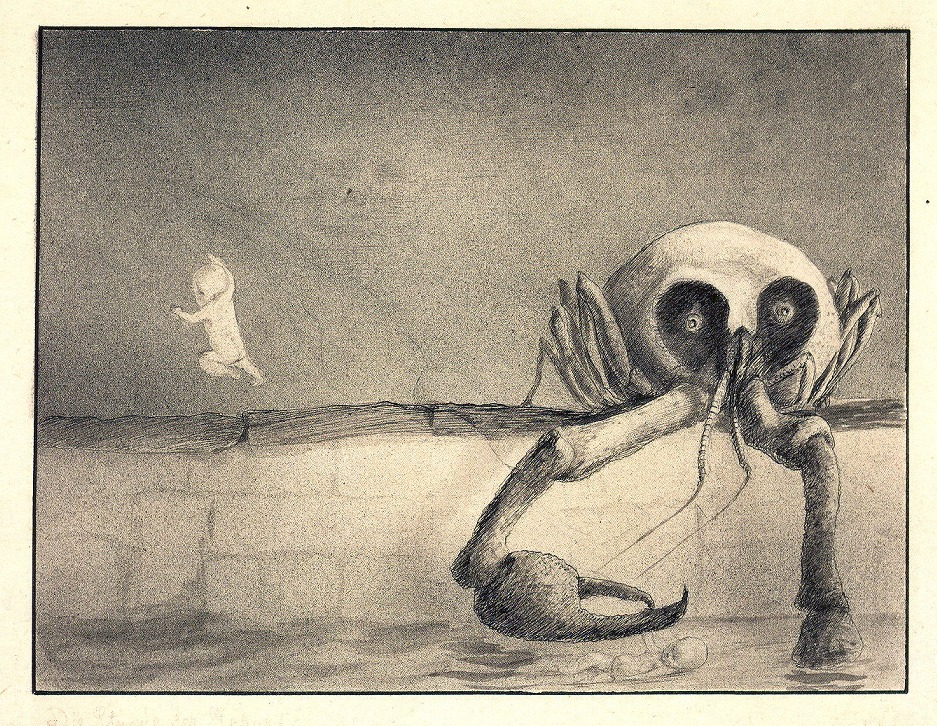
The moment of birth (1902)
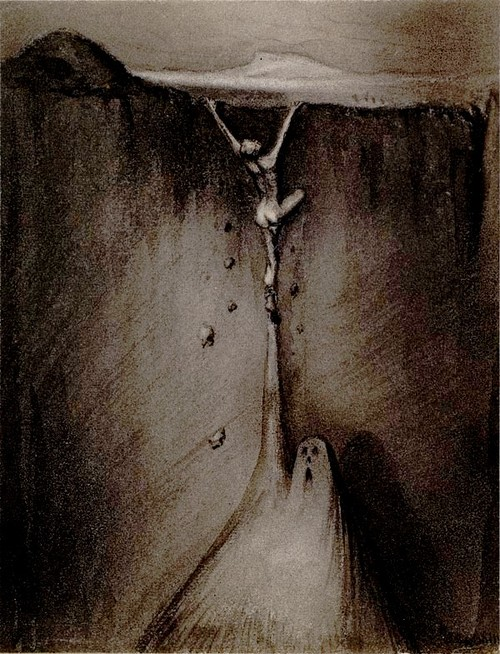
Angst (1903)
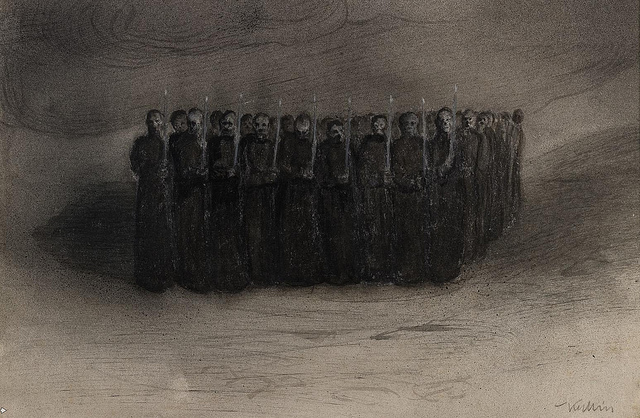
Black mass (1905)